# Кело (Чад)
Кело (фр. Kélo) — город в южной части Чада, расположен в регионе Танджиле. Административный центр департамента Западный Танджиле.

## Географическое положение
Кело находится на высоте 422 метров над уровнем моря.
Город расположен на пересечении автомобильных дорог, ведущих к крупным городам Чада: на севере — ведущей в столицу страны Нджамену, на юге — ведущей в Мунду, а затем в Добу и Сарх, на восток — ведущей в Лаи, а на запад — ведущей в Камерун через города Пала и Лере.

## Климат
| Показатель                    | Янв. | Фев. | Март | Апр. | Май  | Июнь  | Июль  | Авг.  | Сен.  | Окт. | Нояб. | Дек. | Год   |
| ----------------------------- | ---- | ---- | ---- | ---- | ---- | ----- | ----- | ----- | ----- | ---- | ----- | ---- | ----- |
| Средний суточный максимум, °C | 33,8 | 36,9 | 38,7 | 38,2 | 35,3 | 32,3  | 30,0  | 29,3  | 30,4  | 32,9 | 34,6  | 33,8 | 33,9  |
| Средняя температура, °C       | 24,3 | 27,4 | 30,7 | 30,9 | 29,1 | 26,7  | 25,1  | 24,4  | 24,9  | 26,1 | 25,6  | 24,1 | 26,6  |
| Средний суточный минимум, °C  | 15,5 | 18,4 | 22,6 | 24,3 | 23,5 | 21,8  | 21,2  | 21,0  | 20,9  | 21,0 | 17,9  | 15,4 | 20,3  |
| Норма осадков, мм             | 0    | 0    | 6,3  | 37,2 | 93,9 | 140,1 | 220,1 | 268,4 | 184,1 | 44,9 | 08    | 0    | 995,8 |
| Источник:                     |      |      |      |      |      |       |       |       |       |      |       |      |       |

## Демография
Население города по годам:
| 1993   | 2010   |
| ------ | ------ |
| 31 319 | 46 742 |

## Экономика
Сельскохозяйственный сектор доминирует в экономике региона, Кело же является логистическим узлом, связывающим районы местного производства и крупные потребительские рынки (Нджамена). Сельскохозяйственные продукты: рис, арахис, бобы, кунжут, просо, сорго. Животноводство: быки, козы, овцы и домашняя птица.  Выращивается хлопок, который перерабатывается на расположенной в городе хлопкоочистительной фабрике, производство хлопка предназначено исключительно для экспорта. В Кело есть аэродром, 2 отеля и несколько банковских отделений. В муниципалитете работает 40 начальных школ (14 из них государственные), 10 средних школ (4 государственные) и 6 средних школ (2 государственные).